# Южнорусский союз писателей
Южнорусский Союз Писателей (сокр. — ЮРСП) — общественная писательская организация с центром в г. Одесса, объединяющая литераторов Одессы, Украины, России, Белоруссии, Приднестровья, Узбекистана, Таджикистана, США, Германии, Польши, Черногории, Греции, Израиля, Канады, Китая. Основные цели работы ЮРСП — это «актуализация русскоязычного литературного процесса, популяризация творчества русскоязычных писателей», «сплочение рядов русскоязычных писателей региона и за его пределами, сохранение единства русского литературного пространства в мире».

## История
Южнорусский Союз Писателей был образован в январе 2004 года на базе Южнорусского союза писателей Причерноморья (год создания — 2000), Ассоциации южнорусских писателей (2002—2003 гг.), литературной студии Одесского Государственного университета им. И. И. Мечникова (2000—2002 гг.) и литературной студии Объединения молодёжных клубов Одессы (2002—2003 гг.). Вдохновителем создания Союза стал Станислав Айдинян, писатель, критик, искусствовед, в прошлом литературный секретарь и редактор А. И. Цветаевой (1982—1993 гг.), который является почётным членом Союза. Председателем ЮРСП стал и по сей день является одесский поэт и драматург Сергей Главацкий.
15 января 2007 г. на заседании I Учредительного Съезда Всеукраинского творческого союза «Конгресс литераторов Украины» (ВТО КЛУ) в г. Киев коллектив Южнорусского Союза Писателей получил статус Одесской областной организации Всеукраинского творческого союза «Конгресс литераторов Украины», начав сотрудничество с ВТО КЛУ на взаимовыгодных началах и работая на территории Одесской области под двумя юридическими именами. 12 апреля 2008 г. на V Съезде Украинского Межрегионального союза писателей (МСПУ) в г. Луганске коллектив ЮРСП закрепил также за собой статус Одесской областной организации МСПУ. 6 декабря 2009 г. на Внеочередном съезде Всеукраинского творческого союза «Конгресс литераторов Украины» руководитель ЮРСП Сергей Главацкий был избран заместителем сопредседателя ВТО КЛУ Валерия Басырова и вошёл в состав Президиума ВТО КЛУ. Также Южнорусский Союз Писателей сотрудничает с Белорусским литературным союзом «Полоцкая ветвь», Союзом писателей Приднестровья, Союзом писателей России, Союзом российских писателей.
Изначально работая, как одесская писательская организация, к 2013 году ЮРСП объединил более семидесяти представителей литературы разных возрастов, художественных предпочтений и литературной направленности, живущих в Одессе, городах Одесской области, южных областей Украины, Крыма, Киева, России, Беларуси, Германии, США. С 2004 г. авторы ЮРСП активно сотрудничают с журналами, альманахами и другими литературно-художественными периодическими изданиями Украины и зарубежья (многочисленны публикации в «Журнальном Зале» и на «Мегалите»), активно участвуют в развитии литературного процесса юга страны. Союзом регулярно проводятся литературные вечера и встречи, участие в которых принимают не только литераторы Одессы, но и писатели Киева, Винницы, Запорожья, Николаева, Херсона, Южного, Балты, Измаила, а также поэты зарубежья — Москвы, Нью-Йорка и др. ЮРСП налаживает тесные связи с писательскими организациями и ЛИТо России и Белоруссии, с 2002 г. работает над литературным порталом современной русской литературы «Авророполис».
В 2008 году ЮРСП подготовил к изданию и выпустил в свет Одесскую антологию поэзии «Кайнозойские Сумерки», которая вместила в себя произведения авторов Союза. Презентация антологии прошла 1 ноября 2008 г. в Золотом Зале Одесского литературного музея. С декабря 2008 г. Одесский государственный литературный музей стал местом регулярного проведения мероприятий ЮРСП. Также площадками для выступлений авторов Союза являются Одесский Дом медработников, Музей современного искусства Одессы, Одесский Дом-музей им. А. С. Пушкина, Одесский театральный лицей, Дом-музей им. Н. Рериха, Дом-музей им. К. Паустовского, Всемирный клуб одесситов, одесские арт-клубы и лит-кафе и т. д.

## Достижения
Члены ЮРСП выступают также на концертных площадках Украины, Москвы, Санкт-Петербурга, ежемесячно печатаются в одесской, украинской, российской большой и малой периодической печати, издают авторские сборники, занимают почётные места на литературных конкурсах и получают литературные премии. Среди лауреатов престижных литературных премий Ирина Дежева (Международный литературный конкурс «Русская премия — 2007», 2-е место в категории «Поэзия»), Анатолий Яни (Открытый фестиваль гражданской поэзии «Часовые памяти — 2006», г. Москва), Леонид Якубовский (Международный фестиваль русской поэзии и культуры «Болдинская осень в Одессе — 2008. Турнир поэтов-одесситов», 2-е место), Валерий Сухарев (Международный фестиваль русской поэзии и культуры «Болдинская осень в Одессе — 2008. Турнир поэтов-одесситов», 3-е место), Сергей Главацкий (лауреат Всеукраинской литературной премии им. М. Матусовского за вклад в развитие русской литературы на Украине, 2008 г.), Сергей Нежинский (Международная литературная премия им. П. Вегина, 2009, 1-е место; лауреат Международного литературного конкурса «Серебряный стрелец» в 2008 и 2009 гг.), Людмила Шарга (Всеукраинская литературная премия им. Молодой Гвардии, 2009 г.) и др. В 2008 г. автор ЮРСП Алёна Щербакова приняла участие в VIII Форуме молодых писателей в Липках. Авторы ЮРСП ярко проявили себя на Международном литературном фестивале «Славянские традиции — 2009» (г. Щелкино, АР Крым) и стали лауреатами фестиваля в нескольких номинациях: Александр Леонтьев получил 1-е место в номинации «Малая проза», Людмила Шарга — 1-е место в номинации «Стихотворение на свободную тематику», Алёна Щербакова — 2-е место в номинации «Стихотворение по библейским мотивам» и 2-е место в номинации «Стихотворение на свободную тематику" .
В июне 2009 г. ЮРСП организовал в Одессе Первый международный поэтический фестиваль «Межгород — 2009», в котором приняли участие поэты десяти городов Украины и Москвы. Председатель ЮРСП Сергей Главацкий вошел в состав жюри фестиваля «Славянские Традиции — 2009".
В феврале 2010 г. Южнорусский союз писателей провёл в Одесском литературном музее вторую после ЦДЛ (Москва) презентацию московского литературного альманаха «ЛитЭра» (№ 4), посвящённого фестивалю «Славянские Традиции — 2009».
В августе 2010 г. при участии Южнорусского Союза Писателей прошли два фестиваля культуры. Первый из них состоялся 20—24 августа в г. Одесса как Первый Гриновский фестиваль «Алые паруса — 2010», где Южнорусский Союз Писателей был организатором всех литературных мероприятий фестиваля, а также провёл конкурс малой прозы, на который подали свои работы более 80 прозаиков. Вторым стал фестиваль культуры и литературы «Славянские Традиции — 2010», который проходил во второй раз в Крыму 25—29 августа. Помимо двух членов Южнорусского Союза Писателей в составе жюри фестиваля (ими были Сергей Главацкий и Станислав Айдинян), в финал конкурса вышли 10 членов ЮРСП.
Также в августе вышел в свет одесский номер (№ 7—8 за 2010 г.) литературно-художественного журнала «Дон», который был составлен Южнорусским Союзом Писателей и в который вошли произведения 33 одесских авторов, в том числе в разделе «Разыскания, публикации» представлены редкие произведения одесских писателей начала XX века Семёна Гехта, Анатолия Фиолетова и Зинаиды Шишовой.
В октябре 2010 г. в Одессе был презентован 6-й выпуск Одесской литературно-художественной антологии «Одесские Страницы» (составителем является член ЮРСП Станислав Айдинян), которая ежегодно издаётся в Москве в рамках литературно-художественного альманаха «Меценат и Мир». Также в октябре 2010 г. в г. Филадельфия вышел одесский номер литературно-философского журнала «Гостиная» (главный редактором является член ЮРСП Вера Зубарева), состоялось две презентации в Одессе.
В декабре 2010 г. Союзом была издана и презентована Одесская литературная антология «Солнечное Сплетение», посвящённая 10-летию Южнорусского Союза Писателей и приуроченная в 130-летию со дня рождения Александра Блока. В антологию вошли произведения 44 поэтов и 10 прозаиков Союза, живущих в Одессе, области и одесситов, иммигрировавших за границу, и на данный момент издание является наиболее полным отображением современного литературного процесса в Одессе. Представлена она была и в Москве 9 января в ЦДЛ на вечере-презентации литературного альманаха «ЛитЭра» (№ 5), посвящённого фестивалю «Славянские Традиции — 2010», куда также вошли произведения членов Союза. Гостей вечера ознакомил с антологией член Южнорусского Союза Писателей Станислав Айдинян.
За 2010 год 12 авторов ЮРСП стали лауреатами различных литературных фестивалей и премий. Среди лауреатов Международного конкурса имени Сергея Михалкова на лучшее книгу для подростков был назван прозаик, член ЮРСП Александр Леонтьев, став единственным лауреатом премии с Украины. Лауреатами фестиваля «Славянские Традиции — 2010» стали Анна Стреминская (1 место в основной номинации), Сергей Нежинский (3 место в основной номинации), лауреатами премии «Славянские Традиции» — Людмила Шарга и Александр Леонтьев, лауреатом премии им. Юрия Каплана — Виктория Колтунова, премии им. Олега Бишарева — Илья Рейдерман. Алан Останин с повестью «Двудушие» вошёл в лонг-лист «Русской премии — 2009»; Сергей Шаманов стал лауреатом литературного конкурса Первого Международного литературного фестиваля «Алые паруса» (3-е место); Вера Зубарева стала лауреатом муниципальной премии им. К. Паустовского; Илья Рейдерман стал лауреатом Международного фестиваля русской поэзии и культуры «Пушкинская осень в Одессе — 2010»; Владислава Ильинская вошла в шорт-лист Международного литературного конкурса «Согласование Времён — 2010», Ирина Василенко награждена специальным дипломом международной литературной премии «Золотое перо Руси». Председатель Южнорусского Союза Писателей Сергей Главацкий награждён Дипломом русско-итальянской Академии Феррони за вклад в развитие русской литературы, дипломом Конгресса литераторов Украины за весомый вклад в развитие литературного процесса и укрепление международных связей, Почётной грамотой Союза писателей России за большой вклад в сохранение и развитие русской литературы и укрепление славянского единства.
В целом за 2009—2010 годы было проведено более 140 творческих вечеров, за 2011—2012 годы — более 160. Союз стал соорганизатором Третьего и Четвёртого международного фестиваля литературы и культуры «Славянские Традиции» (2011, 2012) и — совместно в Одесским литературным музеем и литературным журналом «Октябрь» Одесского литературного международного фестиваля, курируя его одесскую часть.
В 2011 году в финал международного литературного фестиваля «Славянские традиции» вошли конкурсные работы 11 членов ЮРСП. По итогам фестиваля Южнорусский Союз Писателей стал абсолютным фаворитом: Александру Семыкину было присуждено I место в номинации «Поэзия, свободная тематика», а Ирине Василенко — I место в номинации «Стихотворение о любви». Кроме того, призовые места в данной номинации были присуждены Владиславе Ильинской, Анне Стреминской и Илье Рейдерману.
С 2011 года Южнорусский Союз Писателей издаёт ежеквартальный литературно-художественный журнал «Южное Сияние», представленный на данный момент в Евразийском литературном портале «Мегалит», на журнальных порталах «Журнальный мир», «Читальный зал», «Интелрос», «ЛитБук», «Lit-web», а также в проекте «Портал ЖЗ» «Журнального зала». За девять лет было издано 37 номеров.
В сентябре 2012 года Южнорусский Союз Писателей (совместно с арт-объединением «Территория I» и ЛИТО им. В. Домрина) проводит в г. Ильичёвске трёхнедельный арт-фестиваль «Провинция у моря — 2012», объединивший в 20 различных мероприятиях авторов Одессы, Ильичёвска, Москвы, Сергиева Посада, Киева, Гомеля, а на X симпозиуме «Волошинский сентябрь» члены Правления подписывают обращение к Президенту Украины относительно языкового закона на Украине.
В 2013 году в Южнорусский Союз Писателей было принято 35 писателей — из Вологды, Евпатории, Калининграда, Киева, Кракова, Курска, Кыштыма (Челябинская область), Москвы, Новосибирска, Одессы, Ростова-на-Дону, Симферополя, Ставрополя, Ташкента, Тель-Авива, Тирасполя, Уфы, Феодосии, Франкенталя (ФРГ), Харькова. Общая численность организации достигла 95 авторов.
Самым крупным событием в 2013 году стал III Международный арт-фестиваль «Провинция у моря — 2013», начавшийся 24 августа в Одессе и закончившийся 8 сентября в Ильичёвске, и объединивший в 33 мероприятиях около 120 писателей из Одессы, Ильичёвска, Белгорода-Днестровского, Еревана, Киева, Курска, Николаева, Москвы, Оренбурга, Санкт-Петербурга, Северодонецка, Симферополя, Сум, Феодосии, Харькова, Ялты и других городов. Организаторами в очередной раз выступили Южнорусский Союз Писателей, арт-объединение «Территория I», ЛИТО им. В. Домрина и литературный портал «Графоманам.нет». Одесская часть мероприятий проходила в Одесском литературном музее. Впервые в рамках арт-фестиваля был проведён предварительный поэтический конкурс, финал которого был заключительном аккордом фестиваля. За 2 месяца конкурсные работы поступили от 218 авторов. Список финалистов конкурса был оглашён за месяц до финала. В жюри фестиваля работали Станислав Айдинян (Москва), Евгения Джен Баранова (Ялта), Евгения Бильченко (Киев), Лев Болдов (Москва), Иван Гаврюк (Черноморск), Сергей Главацкий (Одесса), Евгений Голубовский (Одесса), Алексей Порошин (Одесса), Ксения Стеценко (Черноморск), Алексей Торхов (Николаев), Александр Хинт (Одесса). Председателем жюри стал президент Союза писателей XXI века, редактор журнала «Дети Ра» Евгений Степанов. Многие события 14-дневного марафона были записаны на видео и теперь доступны для всеобщего обозрения.
В октябре организация выступила соорганизатором II Международного арт-фестиваля «Одна маленькая свеча» (Киев, 24-27 октября 2013 г.), координатором проекта стала член Южнорусского союза писателей Евгения Бильченко, среди соорганизаторов — Представительство Россотрудничества на Украине, Южнорусский союз писателей, Всеукраинская ассоциация культурологов, Фонд поддержки культурных проектов ЮНЕСКО. Членами жюри от Южнорусского Союза Писателей стали Евгения Бильченко, Марина Матвеева и Станислав Айдинян.